# 미카와 군이치
미카와 군이치(일본어: 三川 軍一, 1888년 8월 29일 ~ 1981년 2월 25일)는 제2차 세계 대전 당시 일본의 해군 제독이다.
미카와는 히로시마현 출신으로 해군병학교 38기를 나왔고, 1929년부터 국제 연맹 해군 대표 임원을 지냈으며, 프랑스 대사관 무관으로 프랑스에 주재했다. 귀국 후 중순양함 아오바, 도리우미, 전함 기리시마의 함장을 역임하고 1936년, 제2함대 참모장에 취임했다.
그는 진주만 공격에 참가해 1942년 7월, 제8함대 사령관으로 제1차 솔로몬 해전에서 승리를 거두었다. 그 후 항해학교장, 제2남파함대사령장관, 남서방면함대 사령장관, 제 13항공대 사령장관을 역임하였고, 1945년 5월에 예비역으로 편입되었다. 제1차 솔로몬 해전에서 적 순양함 5척을 격파하고, 적의 수송선단을 궤멸하는 등 지금도 훌륭한 제독으로 인정받고 있다.